# 양의지
양의지(梁義智, 1987년 6월 5일~)는 KBO 리그 두산 베어스의 포수이다.

## 아마추어 시절
고등학교 시절 광주진흥고등학교의 포수 겸 중심 타자로 활약했다. 제 57회 화랑대기 전국고교야구대회에서 정영일, 강병운 등과 함께 광주진흥고등학교의 결승 진출에 기여했으나 덕수정보고등학교에 밀려 준우승에 그쳤다. 이 대회에서 9개의 안타로 최다 안타상을 수상했다.

## 두산 베어스시절
2007년에 1군에 처음 올라와 3경기에만 출전했다.

## 경찰 야구단시절
2007년 시즌 후 바로 입대했고, 2009년에 전역했다.

## 두산 베어스복귀
전역 후 2010년부터 본격적으로 주전으로 활동했다. 2010년 9월 25일에 20홈런을 쳐 냈다. 총 92표 중 79표를 얻으며 신인왕을 차지했다.

### 2015년 포스트시즌
플레이오프 3차전을 제외한 전 경기에 출전했다. 플레이오프 2차전에서 나성범의 타구에 맞아 발가락 미세 골절상을 당해 최재훈으로 교체됐다. 그러나 발가락 부상에도 불구하고 출전을 강행해 4차전에서 멀티 히트, 5차전에서 홈런을 쳐 내며 투혼을 보였고, 한국시리즈 5차전에서 2타점 적시타를 기록해 팀의 14년 만에 우승에 크게 공헌했다. 2015년 12월 8일 골든글러브 시상식에서 2년 연속 포수 부문 골든 글러브를 수상했다.

### 2016년 포스트시즌
NC 다이노스와의 한국시리즈 4경기에서 15타수 7안타, 1홈런, 4타점을 기록했다. 11월 2일에 열린 한국시리즈 4차전 경기에서 결승 홈런 포함 4타수 3안타, 2타점을 기록하며 팀의 통합 우승을 이끌었다. 그는 77표 중 70표를 획득해 한국시리즈 MVP로 선정됐다. 이는 1991년 장채근 이후 25년만의 포수가 한국시리즈 MVP를 수상한 케이스였다.

## NC 다이노스시절
2018년 12월 11일에 계약금 60억, 연봉 65억 등 무옵션 4년 총액 125억원에 FA 계약을 체결하며 이적하였다. 그의 보상 선수로는 이형범이 지명됐다. 이는 포수 역대 최고 FA 계약 금액이며, 역대 FA 선수로서는 2번째로 많은 금액이었다.

### 2019년
4월 13일 롯데 자이언츠전에서 구승민을 상대로 역대 89번째 통산 네 자릿수 안타를 달성했다.
시즌 118경기에 출장해 3할대 타율, 138안타, 20홈런, 68타점, 장타율 0.574, 출루율 0.438을 기록했다.
KBO 리그 신한은행 MY CAR 시상식에서 타율상, 장타율상, 출루율상을 수상했다.

### 2020년
새로운 주장으로 선임됐다. "우승에 도전하겠다는 선수들 의지도 있고, 내 생각도 같다. 이제는 다 한마음이니까. 지난해는 꼴등에서 5등으로 올라갔으니 더 위로 올라가는 게 가장 큰 목표인 것 같다"고 소감을 말했다.
5월 27일 키움 히어로즈와의 경기에서 역대 98번째 1200경기 출장을 기록했다.
8월 29일 SK 와이번스전에서 역대 70번째 통산 1200안타를 기록했다. 나눔팀 포수 언택트 올스타에 선정됐다. "매년 야구 팬들과 함께 해온 올스타전이 코로나19로 열리지 않아서 매우 아쉽다. 베스트 12에 뽑힐 수 있게 많은 투표를 해준 팬들에게 감사하다. 항상 응원해주는 팬들 위해 매 경기 최선을 다하겠다. 코로나19가 종식돼서 내년에는 꼭 팬들과 함께하는 올스타전이 열렸으면 좋겠다"고 소감을 밝혔다. 9월 18일 SK 와이번스와의 경기에서 이건욱을 상대로 만루 홈런을 기록했다. 이 홈런으로 역대 51번째 700타점을 기록했다. 9월 한 달간 98타수 36안타(8홈런), 32타점, 17득점, 타율 0.367을 기록하며 월간 MVP에 선정됐다. 10월 10일 LG 트윈스와의 경기에서 역대 86번째 1300경기 출장을 기록했다. 10월 23일 한화 이글스와의 경기에서 포수 최초 3할-30홈런-세 자릿수 타점을 기록했다.
시즌 130경기에 출전해 3할대 타율, 151안타(33홈런), 124타점을 기록했다.
'2020 나누리병원 일구상'에서 최고 타자상을 수상했다.

#### 2020년 한국시리즈
11월 23일 두산 베어스와의 5차전에서 2점 홈런을 기록했다.
6경기에서 22타수 7안타, 타율 0.318, 1홈런, 3타점을 기록하며 시리즈 MVP에 선정됐다.

### 2021년
4월 29일 삼성 라이온즈와의 경기에서 통산 28번째이자 포수 최초 사이클링 히트를 기록했다. 5월 14일 KIA 타이거즈와의 경기 직후부터 오른쪽 팔꿈치 통증을 호소해 송구에 어려움을 겪으면서 6월 초까지 주로 지명타자로 출전했다. 5월 27일 삼성 라이온즈와의 경기에서 원태인을 상대로 만루 홈런을 기록하며 시즌 두 자릿수 홈런이자 KBO 리그 역대 25번째 8년 연속 두 자릿수 홈런을 기록했다. 6월 22일 롯데 자이언츠와의 경기에서 박세웅을 상대로 역대 38번째 통산 800타점을 기록했다. 6월 26일 SSG 랜더스와의 경기에서 서진용을 상대로  역대 46번째 2200루타를 기록했다.
8월 20일 LG 트윈스와의 경기에서 이상영을 상대로 역대 48번째 통산 250번째 2루타를 기록했다. 8월 27일 두산 베어스와의 경기에서 로켓을 상대로 역대 31번째(포수 역대 6번째) 통산 200홈런을 기록했다. 8월 29일 한화 이글스와의 경기에서 KBO 리그 역대 73번째 1400경기 출장을 기록했다. 10월 3일 롯데 자이언츠와의 경기에서 이승헌을 상대로 KBO 리그 역대 60번째 통산 500사구, 프랑코를 상대로 KBO 리그 역대 50번째 1400안타를 기록했다. 10월 24일 KIA 타이거즈와의 경기에서 김현준을 상대로 KBO 리그 역대 62번째 700득점을 기록했다. 10월 29일 삼성 라이온즈와의 경기에서 백정현을 상대로 KBO 리그 역대 84번째 30홈런-세 자릿수 타점을 기록했다.
시즌 3할대 타율, 156안타. 111타점. 장타율 0.581. 출루율 0.414를 기록했다. 리그 타점왕과 장타율 1위를 기록했다.

### 2022년
개막 직전에 코로나19에 감염돼 4월 10일에 시즌 첫 경기를 치렀다. 6월 3일 롯데 자이언츠와의 경기에서 KBO 리그 역대 61번째 통산 1500경기 출장을 기록했다. 6월 10일 삼성 라이온즈와의 경기에서 황동재를 상대로 KBO 리그 역대 39번째 통산 2400루타를 달성했다. 올스타전 후보에 올랐으나 팬 투표 557,978표, 선수단 투표 184표로 총점 31.63점으로 박동원에 밀렸다. 감독 추천 선수로 선발됐으며, 박동원이 부상으로 1군 엔트리에서 말소되자 나눔 올스타 포수로 선발 출장했다. 올스타전에서 2타수 1안타, 1타점을 기록했다.
7월 26일 KIA 타이거즈와의 경기에서 임기영을 상대로 KBO 리그 역대 21번째 9년 연속 두 자릿수 홈런을 기록했다. 8월 3일 kt 위즈와의 경기에서 데스파이네를 상대로 KBO 리그 역대 41번째 통산 700사사구를 기록했다. 8월 7일 롯데 자이언츠와의 경기에서 KBO 리그 역대 32번째 통산 900타점을 기록했다. 8월 10일 두산 베어스와의 경기에서 KBO 리그 역대 7번째 통산 150사구를 기록했고, 최원준을 상대로 역대 41번째 통산 1500안타를 기록했다. 8월 한 달 간 67타수 27안타, 타율 0.403, 6홈런, 22타점, 출루율 0.488, 장타율 0.761을 기록하며 KBO 리그 8월 월간 MVP에 선정됐다. 9월 8일 kt 위즈와의 경기에서 소형준을 상대로 KBO 리그 역대 40번째 통산 2500루타, 역대 85번째 5년 연속 세 자릿수 안타를 기록했다. 9월 10일 롯데 자이언츠와의 경기에서 찰리 반즈를 상대로 KBO 리그 역대 13번째 5년 연속 20홈런을 기록했다. 9월 20일 두산 베어스와의 경기에서 역대 54번째 통산 5000타수를 기록했다. 9월 22일 KIA 타이거즈와의 경기에서 정해영을 상대로 역대 27번째 5년 연속 200루타를 기록했다.
시즌 2할대 타율, 121안타(20홈런), 94타점, 장타율 0.480, 출루율 0.380을 기록했다.

## 두산 베어스복귀
2022년 11월 22일 계약 기간 4+2년, 계약금 44억, 연봉 66억, 2026년 시즌 후 인센티브 포함 2년 최대 42억 옵션 등 총액 152억원에 FA 계약을 체결하며 복귀했다.

## 국가대표 경력

### 2019년 WBSC 프리미어 12
국가대표로 선발됐다. 주전 포수로 8경기 출장했으나 2안타, 타율 0.087로 부진했다. 대회 후, "정말 반성을 많이 해야 할 것 같다. 저 자신으로서는 진짜 너무 최악이다"라고 소감을 말했다.
- 기록

| 타율  | 경기 | 타수 | 득점 | 안타 | 2루타 | 3루타 | 홈런 | 루타 | 타점 | 도루 | 도실 | 볼넷 | 사구 | 삼진 | 병살 | 장타율 | 출루율 | 실책 |
| ----- | ---- | ---- | ---- | ---- | ----- | ----- | ---- | ---- | ---- | ---- | ---- | ---- | ---- | ---- | ---- | ------ | ------ | ---- |
| 0.087 | 8    | 23   | 1    | 2    | 1     | 0     | 0    | 3    | 1    | 0    | 0    | 3    | 2    | 6    | 2    | 0.130  | 0.371  | 0    |

### 2020년 도쿄 올림픽
강민호와 함께 포수로 국가대표에 선발됐다. 
이스라엘과의 경기에서 10회말에 끝내기 몸에 맞는 공을 얻으면서 팀 승리에 기여했다. 올림픽 전반적으로 부진한 모습을 보여줬다. 시즌 7경기에 출전해 3안타, 타율 0.136로 대회를 마무리했다.
- 기록

| 타율  | 경기 | 타수 | 득점 | 안타 | 2루타 | 3루타 | 홈런 | 루타 | 타점 | 도루 | 도실 | 볼넷 | 사구 | 삼진 | 병살 | 장타율 | 출루율 | 실책 |
| ----- | ---- | ---- | ---- | ---- | ----- | ----- | ---- | ---- | ---- | ---- | ---- | ---- | ---- | ---- | ---- | ------ | ------ | ---- |
| 0.136 | 7    | 22   | 1    | 3    | 1     | 0     | 0    | 4    | 2    | 0    | 0    | 1    | 1    | 9    | 0    | 0.182  | 0.200  |      |

### 2023년WBC
3경기에 출전해 4안타(2홈런), 5타점, 3득점을 달성했다.

## 출신 학교
- 송정동초등학교
- 무등중학교
- 광주진흥고등학교

## 경력

### 국가대표 경력
- 2009년 야구 월드컵
- 2015년, 2019년 WBSC 프리미어 12
- 2017년, 2023년 WBC
- 2018년 아시안 게임
- 2021년 하계 올림픽

## 주요 기록
| 기록                           | 날짜            | 소속 팀 | 상대 팀 | 상대 투수 | 구장 | 기타                               |
| ------------------------------ | --------------- | ------- | ------- | --------- | ---- | ---------------------------------- |
| 역대 89번째 통산 1000안타      | 2019년 4월 13일 | NC      | 롯데    | 구승민    | 창원 | 이전 기록: 2018년 10월 12일 전준우 |
| 역대 70번째 통산 1200안타      | 2020년 8월 29일 | NC      | SK      | 박종훈    | 창원 | 이전 기록: 2020년 8월 23일 나지완  |
| 역대 59번째 통산 1300안타      | 2021년 5월 8일  | NC      | kt      | 김재윤    | 수원 | 이전 기록: 2021년 4월 8일 안치홍   |
| 역대 50번째 통산 1400안타      | 2021년 10월 3일 | NC      | 롯데    | 프랑코    | 사직 | 이전 기록: 2021년 10월 1일 안치홍  |
| 역대 41번째 통산 1500안타      | 2022년 8월 10일 | NC      | 두산    | 최원준    | 잠실 | 이전 기록: 2022년 6월 22일 안치홍  |
| 역대 85번째 5시즌 연속 100안타 | 2022년 9월 8일  | NC      | kt      | 소형준    | 수원 | 이전 기록: 2022년 8월 28일 허경민  |

| 기록                          | 날짜            | 소속 팀 | 상대 팀 | 상대 투수 | 구장 | 기타                              |
| ----------------------------- | --------------- | ------- | ------- | --------- | ---- | --------------------------------- |
| 역대 31번째 통산 200홈런      | 2021년 8월 27일 | NC      | 두산    | 로켓      | 창원 | 이전 기록: 2021년 8월 20일 나성범 |
| 역대 21번째 9년 연속 10홈런   | 2022년 7월 26일 | NC      | KIA     | 임기영    | 광주 | 이전 기록: 2021년 6월 19일 박병호 |
| 역대 13번째 5시즌 연속 20홈런 | 2022년 9월 10일 | NC      | 롯데    | 찰리 반즈 | 사직 | 이전 기록: 2021년 9월 18일 로맥   |

| 기록                      | 날짜             | 소속 팀 | 상대 팀 | 상대 투수 | 구장 | 기타                               |
| ------------------------- | ---------------- | ------- | ------- | --------- | ---- | ---------------------------------- |
| 역대 62번째 통산 700 득점 | 2021년 10월 24일 | NC      | KIA     | 김현준    | 창원 | 이전 기록: 2021년 10월 22일 박경수 |

| 기록                     | 날짜            | 소속 팀 | 상대 팀 | 상대 투수 | 구장 | 기타                              |
| ------------------------ | --------------- | ------- | ------- | --------- | ---- | --------------------------------- |
| 역대 51번째 통산 700타점 | 2020년 9월 18일 | NC      | SK      | 이건욱    | 문학 |                                   |
| 역대 38번째 통산 800타점 | 2021년 6월 22일 | NC      | 롯데    | 박세웅    | 사직 | 이전 기록: 2020년 9월 29일 손아섭 |
| 역대 32번째 통산 900타점 | 2022년 8월 7일  | NC      | 롯데    | 이민석    | 사직 | 이전 기록: 2022년 8월 6일 손아섭  |

| 기록                      | 날짜             | 소속 팀 | 상대 팀 | 상대 투수 | 구장 | 기타                              |
| ------------------------- | ---------------- | ------- | ------- | --------- | ---- | --------------------------------- |
| 역대 98번째 통산 1200경기 | 2020년 5월 27일  | NC      | 키움    |           | 창원 |                                   |
| 역대 86번째 통산 1300경기 | 2020년 10월 10일 | NC      | LG      |           | 잠실 |                                   |
| 역대 73번째 통산 1400경기 | 2021년 8월 29일  | NC      | 한화    |           | 대전 | 이전 기록: 2021년 6월 17일 오지환 |
| 역대 61번째 통산 1500경기 | 2022년 6월 4일   | NC      | 롯데    |           | 창원 | 이전 기록: 2021년 6월 2일 김상수  |

| 역대 60번째 500사사구 | 2021년 10월 3일 | NC | 롯데 | 이승헌     | 사직 | 이전 기록: 2021년 6월 12일 서건창 |
| 역대 41번째 700사사구 | 2022년 8월 3일  | NC | kt   | 데스파이네 | 창원 | 이전 기록: 2022년 6월 3일 오지환  |

| 기록                       | 날짜             | 소속 팀 | 상대 팀 | 상대 투수 | 구장 | 기타                              |
| -------------------------- | ---------------- | ------- | ------- | --------- | ---- | --------------------------------- |
| 역대 28번째 사이클링 히트  | 2021년 4월 29일  | NC      | 삼성    | 심창민    | 대구 | 이전 기록: 2020년 10월 4일 오윤석 |
| 역대 48번째 250 2루타      | 2021년 8월 20일  | NC      | LG      | 이상영    | 창원 | 이전 기록: 2021년 8월 11일 박경수 |
| 역대 84번째 30홈런 100타점 | 2021년 10월 29일 | NC      | 삼성    | 백정현    | 창원 | 이전 기록: 2021년 10월 23일 최정  |
| 역대 7번째 150사구         | 2022년 8월 10일  | NC      | 두산    | 최원준    | 잠실 | 이전 기록: 2018년 7월 29일 나지완 |
| 역대 54번째 5000타수       | 2022년 9월 20일  | NC      | 두산    | 곽빈      | 잠실 | 이전 기록: 2022년 8월 26일 이원석 |

| 기록                          | 날짜            | 소속 팀 | 상대 팀 | 상대 투수 | 구장 | 기타                              |
| ----------------------------- | --------------- | ------- | ------- | --------- | ---- | --------------------------------- |
| 역대 39번째 통산 2400루타     | 2022년 6월 11일 | NC      | 삼성    | 황동재    | 대구 | 이전 기록: 2022년 5월 4일 전준우  |
| 역대 40번째 통산 2500루타     | 2022년 9월 8일  | NC      | kt      | 소형준    | 수원 | 이전 기록: 2022년 9월 2일 이용규  |
| 역대 27번째 5시즌 연속200루타 | 2022년 9월 22일 | NC      | KIA     | 정해영    | 창원 | 이전 기록: 2021년 10월 6일 이정후 |

## 통산 기록
| 연도 | 팀명   | 타율  | 경기 | 타수 | 득점 | 안타 | 2루타 | 3루타 | 홈런 | 루타 | 타점 | 도루 | 도실 | 볼넷 | 사구 | 삼진 | 병살 | 실책 |
| ---- | ------ | ----- | ---- | ---- | ---- | ---- | ----- | ----- | ---- | ---- | ---- | ---- | ---- | ---- | ---- | ---- | ---- | ---- |
| 2007 | 두산   | 0.000 | 3    | 1    | 0    | 0    | 0     | 0     | 0    | 0    | 0    | 0    | 0    | 0    | 0    | 0    | 0    | 0    |
| 2010 | 두산   | 0.267 | 127  | 374  | 48   | 100  | 14    | 1     | 20   | 176  | 68   | 4    | 1    | 40   | 8    | 68   | 12   | 10   |
| 2011 | 두산   | 0.301 | 119  | 376  | 43   | 113  | 14    | 3     | 4    | 145  | 46   | 3    | 3    | 44   | 3    | 58   | 12   | 6    |
| 2012 | 두산   | 0.279 | 122  | 359  | 39   | 100  | 22    | 1     | 5    | 139  | 27   | 1    | 2    | 37   | 10   | 51   | 17   | 5    |
| 2013 | 두산   | 0.248 | 114  | 311  | 37   | 77   | 19    | 0     | 7    | 117  | 57   | 6    | 1    | 36   | 8    | 50   | 11   | 4    |
| 2014 | 두산   | 0.294 | 97   | 266  | 40   | 87   | 23    | 1     | 10   | 142  | 46   | 4    | 3    | 24   | 9    | 34   | 8    | 10   |
| 2015 | 두산   | 0.326 | 132  | 442  | 70   | 144  | 27    | 0     | 20   | 231  | 93   | 5    | 4    | 39   | 24   | 64   | 7    | 6    |
| 2016 | 두산   | 0.319 | 108  | 332  | 66   | 106  | 17    | 0     | 22   | 189  | 66   | 2    | 0    | 40   | 12   | 29   | 20   | 7    |
| 2017 | 두산   | 0.277 | 111  | 347  | 47   | 96   | 15    | 0     | 14   | 153  | 67   | 1    | 1    | 43   | 12   | 53   | 17   | 5    |
| 2018 | 두산   | 0.358 | 133  | 439  | 84   | 157  | 29    | 1     | 23   | 257  | 77   | 6    | 0    | 45   | 13   | 40   | 13   | 3    |
| 2019 | NC     | 0.354 | 118  | 390  | 61   | 138  | 26    | 0     | 20   | 224  | 68   | 4    | 3    | 48   | 15   | 43   | 13   | 2    |
| 2020 | NC     | 0.328 | 130  | 461  | 86   | 151  | 26    | 1     | 33   | 278  | 124  | 5    | 2    | 46   | 14   | 47   | 11   | 2    |
| 2021 | NC     | 0.325 | 141  | 480  | 81   | 156  | 29    | 2     | 30   | 279  | 111  | 2    | 1    | 69   | 11   | 60   | 12   | 3    |
| 2022 | NC     | 0.283 | 130  | 427  | 61   | 121  | 24    | 0     | 20   | 205  | 94   | 3    | 1    | 60   | 13   | 48   | 16   | 2    |
| 2023 | 두산   | 0.305 | 129  | 439  | 56   | 134  | 23    | 0     | 17   | 208  | 68   | 8    | 0    | 57   | 11   | 56   | 20   | 3    |
| 2024 | 두산   | 0.314 | 119  | 430  | 57   | 135  | 18    | 1     | 17   | 206  | 94   | 2    | 1    | 40   | 9    | 56   | 13   | 4    |
| 통산 | 16시즌 | 0.307 | 1833 | 5904 | 876  | 1815 | 326   | 11    | 262  | 2949 | 1106 | 56   | 23   | 668  | 172  | 757  | 202  | 72   |

- 빨간 글씨는 한국 프로야구 역사상 최고 기록
- 굵은 글씨는 해당 시즌 최고 기록